# Абаде, Асли Хасан
Асли Хасан Абаде (сомал. Asli Xasan Cabaade) — пионер сомалийской авиации, военный деятель и гражданская активистка.

## Карьера

### ВВС Сомали
Асли была первой и до сих пор единственной пилотом-женщиной в Военно-воздушных силах Сомали, 9 сентября 1976 года она совершила свой первый полёт.

### Мирная кампания
В середине 2000-х годов Асли проводила мирную кампанию, призывая враждующие группировки объединиться и положить конец многолетней гражданской войне в Сомали. Присутствовала на каждой крупной политической акции, при этом одетая в цвета сомалийского флага. Активно участвовала в создании Переходного Федерального правительства в Арте, Джибути, за что получила прозвище Calansida («Знаменосец»).

## Личная жизнь
«Патриотка», Асли описывает себя как «сильную даму» из-за её военного прошлого. По состоянию на октябрь 2009 года она проживала в штате Техас, США.